# Біяков Панас Трохимович
Панас Трохимович Біяков (1891, тепер Російська Федерація — ?) — радянський діяч. Член Центральної контрольної комісії ВКП(б) у 1924—1927 роках. Член ВЦВК.

## Життєпис
Працював гірничим робітником шахти № 6, вибійником шахти № 7 Анжерських копалень Сибіру.
Член РСДРП(б) з березня 1917 року.
З 1918 року — учасник громадянської війни в Росії, один із діячів більшовицького підпілля Сибіру, керівник радянського партизанського загону, який воював проти військ адмірала Колчака.
На 1924—1927 роки — шахтар Анжеро-Судженських кам'яновугільних копалень, член районного комітету ВКП(б) міста Анжеро-Судженська (тепер Кемеровської області).
Подальша доля невідома.